# Chiến dịch Tu viện
Chiến dịch "Tu viện" (tiếng Nga: Операция «Монастырь») là một trong những chiến dịch thành công nhất của lực lượng phản gián Liên Xô trong Chiến tranh Vệ quốc vĩ đại. Chiến dịch hoạt động trong bốn năm từ 1941 đến 1944, dựa trên trò chơi radio mà NKVD đã thực hiện nhằm cung cấp các thông tin tình báo sai lạc cho cơ quan tình báo quân đội Đức Abwehr.

## Khởi đầu
Vào đầu cuộc chiến, một ý tưởng nảy sinh khi lực lượng phản gián Liên Xô tiến hành một chiến dịch quy mô lớn chống lại cơ quan tình Abwehr của quân đội Đức. Hoạt động này được giao cho Pavel Sudoplatov, người sau đó đứng đầu Cục 4 của NKVD. Theo hồi ký của Sudoplatov, Viktor Abakumov, người đứng đầu Tổng cục phản gián quân đội Smersh, rất muốn kiểm soát chiến dịch "Tu viện". Ông ta lập luận rằng Smersh có mối quan hệ chặt chẽ với Bộ Tổng tham mưu hơn là NKVD. Và khi không thành công, ông ta thậm chí còn đe dọa Sudoplatov..
Sĩ quan tình báo Liên Xô Aleksandr Demyanov đóng vai trò là diễn viên chính, được đặt bí danh Heine trong các tài liệu của NKVD. Trước đây, Demyanov từng bắt liên lạc được với các đặc vụ Đức và thậm chí còn nhận được bí danh là Maks (phiên bản của Sudoplatov; theo nhà sử học người Đức, Demyanov không phải là Maks và Abwehr gọi nhóm của ông là Flamingo ). Từ đó, ý tưởng đã nảy sinh để sử dụng những liên hệ này, cũng như nguồn gốc quý tộc của Demyanov. Kỹ năng mã hóa và truyền tin của Demyanov được dạy bởi William Fisher, và có sự hỗ trợ đáng kể của Igor Schors.
Vào cuối năm 1941, Heine đã vượt qua chiến tuyến, đầu hàng Đức quốc xã. Khi tiếp xúc với các đặc vụ Abwehr, Demyanov đã tuyên bố rằng ông là một đại diện của một nhóm hoạt động ngầm chống Liên Xô có tên gọi là "Prestol" và được các lãnh đạo của nhóm phái đi để liên lạc với bộ chỉ huy Đức. Sau khi kiểm tra kỹ lưỡng, thẩm vấn và thậm chí thực hiện một cuộc hành quyết giả, tình báo Đức đã tin tưởng Heine. Ông được đưa đi huấn luyện và đã hoàn thành một khóa học tại trường đào tạo biệt kích của Abwehr.
Vào tháng 3 năm 1942, Demyanov được tung trở lại lãnh thổ do quân đội Liên Xô kiểm soát. Hai tuần sau, Maks chuyển thông tin sai lệch đầu tiên cho người Đức. Để củng cố vị trí của Demyanov, NVKD đã tung tin giả cho phía tình báo và bộ chỉ huy Đức là Demyanov đã được bổ nhiệm làm sĩ quan liên lạc dưới quyền của người đứng đầu Bộ Tổng tham mưu, Nguyên soái Shaposhnikov. Hai sĩ quan NKVD có kinh nghiệm được bổ sung vào biệt đội: Viktor Ilyin và Mikhail Maklyarsky. Cả hai người sau chiến tranh đều gắn bó cuộc sống của mình với văn chương. Ilyin trở thành thành viên của Hội Nhà văn Liên Xô, và từ năm 1956, Thư ký Hội Nhà văn. Maklyarsky trở thành nhà biên kịch. Một số bộ phim đã được quay theo kịch bản của ông.
Chiến dịch Tu viện bị dừng hoạt động vào mùa hè năm 1944 khi theo giai thoại, đặc vụ Heine từ Bộ Tổng tham mưu được chuyển đến phục vụ trong quân đội đường sắt ở Cộng hòa Xã hội chủ nghĩa Xô viết Byelorussia.

### Các sự kiện tiếp theo
Mặc dù vậy, Demyanov vẫn tiếp tục tham gia vào một chiến dịch khác của NKVD, có tên mã là "Berezino", cũng dựa trên một trò chơi radio và đó là sự tiếp nối hợp lý của chiến dịch "Tu viện". Các trò chơi radio của lực lượng phản gián Liên Xô không hề bị tình báo Đức phát giác cho đến hết chiến tranh. Trong hồi ký được viết sau chiến tranh, Walter Schellenberg đã viết với sự ghen tị rằng tình báo quân sự (Đức) có người của mình trong vị trí thân cận Nguyên soái Shaposhnikov, và do đó, đã nhận được nhiều thông tin có giá trị.

### Các kết quả
Kết quả của chiến dịch, khoảng năm mươi biệt kích phá hoại của Đức đã bị bắt, bảy đồng phạm của người Đức đã bị bắt (bao gồm cả Grigory Zobach, người sau đó được tình báo Liên Xô tuyển mộ lại), vài triệu rúp Liên Xô đã được nhận từ người Đức. Khi số lượng biệt kích được phía Đức chuyển đến tăng lên, chiến dịch được đổi tên thành Chiến dịch "Chuyển phát" (Курьер).
Nhưng kết quả chính của chiến dịch là một lượng lớn thông tin sai lệch, đã được chuyển cho bộ chỉ huy Đức. Các sĩ quan của Bộ Tổng tham mưu đã tham gia vào việc chuẩn bị thông tin sai lệch ở cấp cao nhất, trong một số trường hợp, thông tin được phối hợp với Stalin. Thông thường những thông tin như vậy được trả về cho lực lượng phản gián của Liên Xô như một thông tin tình báo từ các nguồn khác, ví dụ, thông qua tình báo Anh.
Một ví dụ về thông tin sai lệch như vậy là thông tin mà Heine đã gửi về một cuộc phản công sắp xảy ra gần Rzhev và Bắc Kavkaz. Người Đức tin vào điều này và chuẩn bị cho việc phản kích của họ. Phía Đức, thậm chí cả các chỉ huy cao cấp của Liên Xô, bị lừa hoàn toàn. Chính Nguyên soái Georgy Zhukov, theo lệnh của Tổng hành dinh, được điều động từ Stalingrad đến Rzhev, cũng tin rằng việc điều động này nhằm mục đích chuẩn bị một cuộc phản công lớn vào quân Đức. Ông không biết rằng chính mình cũng bị Stalin sử dụng như một quân cờ để thực hiện một cú lừa ngoạn mục cho phía Đức. Khi biết được sự xuất hiện của Zhukov, người Đức đã tăng cường phòng thủ Rzhev hơn nữa, và vô tình làm suy yếu các hướng khác của mặt trận. Kết quả là quân Đức sau đó đã đẩy lùi cuộc tấn công được phát động gần Rzhev. Nhưng cuộc tấn công chiến lược gần Stalingrad, bắt đầu vào ngày 19 tháng 11 năm 1942, mới thực sự gây bất ngờ cho người Đức. Kết quả thắng lợi hoàn toàn cho phía Liên Xô. Tập đoàn quân số 6 của Đức, một đạo quân hơn 300.000 người do Thống chế Friedrich Paulus chỉ huy, đã bị tiêu diệt. Mũi tấn công chiến lược trên hướng Stalingrad đã hoàn toàn bị bẽ gãy. Quân Đức đã phải nếm trái đắng kinh khủng nhất từ khi phát động chiến tranh.
Sau khi chiến dịch thành công, một số sĩ quan NKVD đã được trao thưởng. Người đứng đầu Chiến dịch Tu viện, Trung tướng Pavel Sudoplatov và người phó của ông, Thiếu tướng Nahum Eitingon, đã được trao tặng Huân chương Suvorov. Đây là lần duy nhất mà sĩ quan trong hệ thống an ninh nhà nước được nhận phần thưởng này. Riêng Demyanov nhận được Huân chương Sao đỏ, và vợ ông, Tatyana Georgyevna Berezantseva, và cha bà - huy chương "Quân công".